# CEV Champions League 2019-2020 (femminile)
La CEV Champions League 2019-2020 si è svolta dall'8 ottobre 2019 al 12 marzo 2020: al torneo hanno partecipato venticinque squadre di club europee e la vittoria finale non è stata assegnata ad alcuna squadra a seguito dell'interruzione della competizione a causa della pandemia di COVID-19.

## Formula

### Sistema di qualificazione
Ha potuto partecipare alla CEV Champions League 2019-20 almeno una squadra per ognuna delle 56 federazioni nazionali che ne hanno fatto richiesta. In base al Ranking CEV, basato sui risultati di tutte le formazioni affiliate alla medesima federazione nazionale delle ultime tre edizioni della massima competizione europea, alcune federazioni hanno potuto beneficiare della possibilità di iscrivere alla competizione più squadre e di evitare ad una o più formazioni la disputa dei turni preliminari, consentendone l'accesso al torneo direttamente dalla fase a gironi. In particolare:
- 3 squadre direttamente ai gironi:  Italia,  Russia e  Turchia
- 2 squadre ai gironi:  Francia e  Polonia[3]
- 1 squadra ai gironi:  Bielorussia,  Bulgaria,  Germania,  Romania e  Slovenia[4]

Si sono iscritte ed hanno partecipato alla manifestazione venticinque squadre per un totale di diciassette federazioni rappresentate.

### Regolamento
Le fasi di inizio nel torneo per le varie squadre sono state stabilite in base al Ranking CEV.
Sette squadre hanno disputato una fase preliminare in due turni successivi ad eliminazione diretta, ciascuno dei quali organizzato con gare di andata e ritorno e la disputa di un golden set in caso di parità di punti dopo le due partite (coi punteggi di 3-0 e 3-1 sono stati assegnati 3 punti alla squadra vincente e 0 a quella perdente, col punteggio di 3-2 sono stati assegnati 2 punti alla squadra vincente e 1 a quella perdente): le due vincitrici della fase preliminare e le migliori diciotto squadre continentali hanno disputato la fase a gironi, strutturata con formula del girone all'italiana a doppio turno.
La prima classificata di ogni girone e le tre migliori seconde classificate si sono qualificate alla fase ad eliminazione diretta, organizzata in quarti di finale, semifinali (entrambi giocati con gare di andata e ritorno e con la disputa di un golden set in caso di parità di punti dopo le due partite) e finale, quest'ultima disputata in gara unica; le squadre sconfitte nei tre turni preliminari sono state relegate in Coppa CEV 2019-20.
A seguito del diffondersi in Europa della pandemia di COVID-19, alcune partite della fase ad eliminazione diretta sono state più volte rinviate ed altre annullate; la CEV ha quindi sospeso la competizione dapprima fino al 3 aprile e in seguito fino a metà maggio 2020: dato il perdurare della pandemia, il 23 aprile 2020 la CEV ha decretato la chiusura anticipata della manifestazione senza assegnazione del trofeo.

### Criteri di classifica
Se il risultato finale è stato di 3-0 o 3-1 sono stati assegnati 3 punti alla squadra vincente e 0 a quella sconfitta, se il risultato finale è stato di 3-2 sono stati assegnati 2 punti alla squadra vincente e 1 a quella sconfitta.
L'ordine del posizionamento in classifica è stato definito in base a:
- Numero di partite vinte;
- Punti;
- Ratio dei set vinti/persi;
- Ratio dei punti realizzati/subiti;
- Risultato degli scontri diretti.

## Squadre partecipanti
| - Partizani Tirana - Jedinstvo Brčko - Marica - HAOK Mladost - Viesti Salo - Nantes - RC Cannes | - MTV Stoccarda - AGIL - Imoco - Savino Del Bene - Luka Bar - Budowlani Łódź - ŁKS | - Olomouc - Alba-Blaj - Dinamo Mosca - Lokomotiv Kaliningrad - Uraločka - Branik - Eczacıbaşı | - Fenerbahçe - VakıfBank - Chimik - Vasas |

## Torneo

### Secondo turno
Gli accoppiamenti fra le squadre per il secondo turno e gli abbinamenti per il turno successivo sono stati sorteggiati il 26 giugno 2019 a Lussemburgo.

#### Andata
| - Durata: 0 - Spettatori: 0                                                        | Bye              | -     | Olomouc         |                            |
| 9 ottobre 2019 Dom odbojke Bojan Stranić, Zagabria Durata: 1h:20 - Spettatori: 650 | HAOK Mladost     | 3 - 0 | Chimik          | 25-17, 25-17, 27-25        |
| 9 ottobre 2019 Parku Olimpik, Tirana Durata: 1h:43 - Spettatori: 400               | Partizani Tirana | 3 - 1 | Jedinstvo Brčko | 15-25, 25-22, 25-20, 25-20 |
| 8 ottobre 2019 Sportska dvorana Topolica, Antivari Durata: 1h:03 - Spettatori: 310 | Luka Bar         | 0 - 3 | Vasas           | 12-25, 17-25, 7-25         |

#### Ritorno
| - Durata: 0 - Spettatori: 0                                                       | Olomouc         | -     | Bye              |                                      |
| 15 ottobre 2019 FSK Olymp, Južne Durata: 1h:31 - Spettatori: 775                  | Chimik          | 3 - 0 | HAOK Mladost     | 25-23, 25-23, 25-21 Golden set: 15-8 |
| 16 ottobre 2019 Sportska dvorana Lukavac, Lukavac Durata: 1h:56 - Spettatori: 300 | Jedinstvo Brčko | 2 - 3 | Partizani Tirana | 21-25, 25-19, 18-25, 25-21, 13-15    |
| 15 ottobre 2019 NKE Sportcsarnok, Budapest Durata: 1h:05 - Spettatori: 700        | Vasas           | 3 - 0 | Luka Bar         | 25-10, 25-19, 25-16                  |

#### Squadre qualificate
- Partizani Tirana
- Olomouc
- Chimik
- Vasas

### Terzo turno

#### Andata
| 22 ottobre 2019 Univerzita Palackého, Olomouc Durata: 2h:02 - Spettatori: 1 000 | Olomouc | 2 - 3 | Chimik           | 25-22, 12-25, 25-23, 20-25, 13-15 |
| 23 ottobre 2019 NKE Sportcsarnok, Budapest Durata: 1h:10 - Spettatori: 850      | Vasas   | 3 - 0 | Partizani Tirana | 25-19, 25-20, 25-16               |

#### Ritorno
| 29 ottobre 2019 FSK Olymp, Južne Durata: 2h:15 - Spettatori: 1 615    | Chimik           | 2 - 3 | Olomouc | 25-18, 25-23, 19-25, 24-26, 13-15 Golden set: 15-13 |
| 31 ottobre 2019 Parku Olimpik, Tirana Durata: 1h:12 - Spettatori: 700 | Partizani Tirana | 0 - 3 | Vasas   | 19-25, 17-25, 16-25                                 |

#### Squadre qualificate
- Chimik
- Vasas

### Fase a gironi
I gironi sono stati sorteggiati il 25 ottobre 2019 a Sofia.
| Girone A       | Girone B              | Girone C      | Girone D  | Girone E     |
| -------------- | --------------------- | ------------- | --------- | ------------ |
| Eczacıbaşı     | VakıfBank             | AGIL          | Imoco     | Dinamo Mosca |
| Budowlani Łódź | Lokomotiv Kaliningrad | ŁKS           | Nantes    | RC Cannes    |
| Viesti Salo    | Branik                | MTV Stoccarda | Alba-Blaj | Marica       |
| Fenerbahçe     | Savino Del Bene       | Chimik        | Vasas     | Uraločka     |

#### Girone A

##### Risultati
| 19 novembre 2019 Burhan Felek Spor Salonu, Istanbul Durata: 2h:09 - Spettatori: 4 500 | Eczacıbaşı     | 3 - 2 | Fenerbahçe     | 25-23, 25-18, 23-25, 22-25, 15-10 |
| 20 novembre 2019 Łódź Sport Arena, Łódź Durata: 1h:31 - Spettatori: 1 000             | Budowlani Łódź | 3 - 1 | Viesti Salo    | 25-16, 25-12, 18-25, 25-22        |
| 26 novembre 2019 Salohalli, Salo Durata: 1h:10 - Spettatori: 1 205                    | Viesti Salo    | 0 - 3 | Eczacıbaşı     | 22-25, 10-25, 14-25               |
| 28 novembre 2019 Burhan Felek Spor Salonu, Istanbul Durata: 1h:01 - Spettatori: 1 000 | Fenerbahçe     | 3 - 0 | Budowlani Łódź | 25-20, 25-12, 25-13               |
| 18 dicembre 2019 Łódź Sport Arena, Łódź Durata: 1h:16 - Spettatori: 1 300             | Budowlani Łódź | 0 - 3 | Eczacıbaşı     | 17-25, 16-25, 22-25               |
| 18 febbraio 2020 Burhan Felek Spor Salonu, Istanbul Durata: 1h:01 - Spettatori: 800   | Fenerbahçe     | 3 - 0 | Viesti Salo    | 25-17, 25-12, 25-14               |
| 22 gennaio 2020 Burhan Felek Spor Salonu, Istanbul Durata: 1h:01 - Spettatori: 1 650  | Eczacıbaşı     | 3 - 0 | Viesti Salo    | 25-16, 25-13, 25-13               |
| 22 gennaio 2020 Łódź Sport Arena, Łódź Durata: 1h:13 - Spettatori: 1 870              | Budowlani Łódź | 0 - 3 | Fenerbahçe     | 20-25, 21-25, 22-25               |
| 6 febbraio 2020 Burhan Felek Spor Salonu, Istanbul Durata: 2h:03 - Spettatori: 5 572  | Fenerbahçe     | 2 - 3 | Eczacıbaşı     | 22-25, 25-16, 24-26, 25-20, 10-15 |
| 5 febbraio 2020 Salohalli, Salo Durata: 1h:28 - Spettatori: 1 532                     | Viesti Salo    | 0 - 3 | Budowlani Łódź | 31-33, 21-25, 19-25               |
| 18 febbraio 2020 Burhan Felek Spor Salonu, Istanbul Durata: 1h:58 - Spettatori: 1 800 | Eczacıbaşı     | 3 - 2 | Budowlani Łódź | 17-25, 25-27, 25-19, 25-21, 15-7  |
| 18 dicembre 2019 Salohalli, Salo Durata: 1h:08 - Spettatori: 651                      | Viesti Salo    | 0 - 3 | Fenerbahçe     | 10-25, 16-25, 14-25               |

##### Classifica
| Pos. | Squadra        | Pt | G | V | P | SV | SP | Ratio | PF  | PS  | Ratio |
| ---- | -------------- | -- | - | - | - | -- | -- | ----- | --- | --- | ----- |
| 1.   | Eczacıbaşı     | 15 | 6 | 6 | 0 | 18 | 6  | 3,000 | 544 | 449 | 1,212 |
| 2.   | Fenerbahçe     | 14 | 6 | 4 | 2 | 16 | 6  | 2,667 | 507 | 403 | 1,258 |
| 3.   | Budowlani Łódź | 7  | 6 | 2 | 4 | 8  | 13 | 0,615 | 438 | 478 | 0,916 |
| 4.   | Viesti Salo    | 0  | 6 | 0 | 6 | 1  | 18 | 0,056 | 317 | 476 | 0,666 |

      Qualificata ai quarti di finale.

#### Girone B

##### Risultati
| 20 novembre 2019 Vakifbank Spor Sarayi, Istanbul Durata: 1h:56 - Spettatori: 1 480      | VakıfBank             | 2 - 3 | Savino Del Bene       | 21-25, 25-19, 25-13, 15-25, 11-15 |
| 20 novembre 2019 Dvorec Sporta Jantarnyj, Kaliningrad Durata: 1h:02 - Spettatori: 4 500 | Lokomotiv Kaliningrad | 3 - 0 | Branik                | 25-18, 25-14, 25-11               |
| 27 novembre 2019 Športna Dvorana Ljudski Vrt, Maribor Durata: 1h:01 - Spettatori: 1 400 | Branik                | 0 - 3 | VakıfBank             | 13-25, 17-25, 14-25               |
| 27 novembre 2019 PalaMensSana, Siena Durata: 1h:56 - Spettatori: 1 258                  | Savino Del Bene       | 3 - 1 | Lokomotiv Kaliningrad | 26-24, 23-25, 26-24, 25-21        |
| 17 dicembre 2019 Dvorec Sporta Jantarnyj, Kaliningrad Durata: 88h:07 - Spettatori: 131  | Lokomotiv Kaliningrad | 2 - 3 | VakıfBank             | 34-32, 25-21, 19-25, 24-26, 10-15 |
| 18 dicembre 2019 PalaMensSana, Siena Durata: 1h:14 - Spettatori: 897                    | Savino Del Bene       | 3 - 0 | Branik                | 25-16, 25-22, 25-16               |
| 23 gennaio 2020 Vakifbank Spor Sarayi, Istanbul Durata: 0h:56 - Spettatori: 1 850       | VakıfBank             | 3 - 0 | Branik                | 25-15, 25-11, 25-10               |
| 22 gennaio 2020 Dvorec Sporta Jantarnyj, Kaliningrad Durata: 1h:58 - Spettatori: 5 290  | Lokomotiv Kaliningrad | 2 - 3 | Savino Del Bene       | 17-25, 25-23, 21-25, 25-16, 12-15 |
| 5 febbraio 2020 PalaMensSana, Siena Durata: 1h:24 - Spettatori: 1 070                   | Savino Del Bene       | 0 - 3 | VakıfBank             | 26-28, 19-25, 21-25               |
| 4 febbraio 2020 Športna Dvorana Ljudski Vrt, Maribor Durata: 1h:15 - Spettatori: 850    | Branik                | 0 - 3 | Lokomotiv Kaliningrad | 17-25, 21-25, 18-25               |
| 18 febbraio 2020 Vakifbank Spor Sarayi, Istanbul Durata: 1h:08 - Spettatori: 1 750      | VakıfBank             | 3 - 0 | Lokomotiv Kaliningrad | 25-22, 25-11, 25-18               |
| 18 febbraio 2020 Športna Dvorana Ljudski Vrt, Maribor Durata: 1h:41 - Spettatori: 1 025 | Branik                | 1 - 3 | Savino Del Bene       | 25-23, 20-25, 20-25, 14-25        |

##### Classifica
| Pos. | Squadra               | Pt | G | V | P | SV | SP | Ratio | PF  | PS  | Ratio |
| ---- | --------------------- | -- | - | - | - | -- | -- | ----- | --- | --- | ----- |
| 1.   | VakıfBank             | 15 | 6 | 5 | 1 | 17 | 5  | 3,400 | 519 | 406 | 1,278 |
| 2.   | Savino Del Bene       | 13 | 6 | 5 | 1 | 15 | 9  | 1,667 | 540 | 502 | 1,076 |
| 3.   | Lokomotiv Kaliningrad | 8  | 6 | 2 | 4 | 11 | 12 | 0,917 | 507 | 497 | 1,020 |
| 4.   | Branik                | 0  | 6 | 0 | 6 | 1  | 18 | 0,056 | 312 | 473 | 0,660 |

      Qualificata ai quarti di finale.

#### Girone C

##### Risultati
| 20 novembre 2019 PalaTerdoppio, Novara Durata: 1h:03 - Spettatori: 1 600  | AGIL          | 3 - 0 | Chimik        | 25-17, 25-10, 25-7                |
| 19 novembre 2019 Łódź Sport Arena, Łódź Durata: 1h:55 - Spettatori: 1 950 | ŁKS           | 3 - 2 | MTV Stoccarda | 16-25, 25-22, 25-19, 16-25, 15-10 |
| 27 novembre 2019 SCHARRena, Stoccarda Durata: 1h:34 - Spettatori: 1 784   | MTV Stoccarda | 3 - 1 | AGIL          | 11-25, 25-20, 25-18, 25-23        |
| 26 novembre 2019 FSK Olymp, Južne Durata: 1h:58 - Spettatori: 1 550       | Chimik        | 2 - 3 | ŁKS           | 25-23, 25-17, 20-25, 18-25, 8-15  |
| 17 dicembre 2019 Łódź Sport Arena, Łódź Durata: 1h:51 - Spettatori: 1 600 | ŁKS           | 2 - 3 | AGIL          | 25-22, 15-25, 9-25, 25-19, 10-15  |
| 17 dicembre 2019 FSK Olymp, Južne Durata: 1h:47 - Spettatori: 1 500       | Chimik        | 1 - 3 | MTV Stoccarda | 22-25, 16-25, 25-22, 26-28        |
| 23 gennaio 2020 PalaTerdoppio, Novara Durata: 1h:09 - Spettatori: 2 800   | AGIL          | 3 - 0 | MTV Stoccarda | 25-11, 25-22, 25-19               |
| 23 gennaio 2020 Łódź Sport Arena, Łódź Durata: 1h:46 - Spettatori: 2 500  | ŁKS           | 3 - 1 | Chimik        | 25-15, 25-19, 23-25, 25-22        |
| 4 febbraio 2020 FSK Olymp, Južne Durata: 1h:06 - Spettatori: 1 400        | Chimik        | 0 - 3 | AGIL          | 14-25, 14-25, 12-25               |
| 5 febbraio 2020 SCHARRena, Stoccarda Durata: 1h:54 - Spettatori: 2 163    | MTV Stoccarda | 3 - 1 | ŁKS           | 17-25, 28-26, 25-16, 25-18        |
| 18 febbraio 2020 PalaTerdoppio, Novara Durata: 1h:19 - Spettatori: 1 800  | AGIL          | 3 - 0 | ŁKS           | 25-21, 25-20, 26-24               |
| 18 febbraio 2020 SCHARRena, Stoccarda Durata: 1h:15 - Spettatori: 1 833   | MTV Stoccarda | 3 - 0 | Chimik        | 25-21, 25-19, 25-17               |

##### Classifica
| Pos. | Squadra       | Pt | G | V | P | SV | SP | Ratio | PF  | PS  | Ratio |
| ---- | ------------- | -- | - | - | - | -- | -- | ----- | --- | --- | ----- |
| 1.   | AGIL          | 14 | 6 | 5 | 1 | 16 | 5  | 3,200 | 493 | 361 | 1,366 |
| 2.   | MTV Stoccarda | 13 | 6 | 4 | 2 | 14 | 9  | 1,556 | 509 | 489 | 1,041 |
| 3.   | ŁKS           | 8  | 6 | 3 | 3 | 12 | 14 | 0,857 | 534 | 555 | 0,962 |
| 4.   | Chimik        | 1  | 6 | 0 | 6 | 4  | 18 | 0,222 | 397 | 528 | 0,752 |

      Qualificata ai quarti di finale.

#### Girone D

##### Risultati
| 19 novembre 2019 PalaVerde, Villorba Durata: 1h:57 - Spettatori: 3 031                       | Imoco     | 3 - 2 | Vasas     | 21-25, 25-20, 25-10, 23-25, 15-4 |
| 19 novembre 2019 Complexe Sportif Mangin Beaulieu, Nantes Durata: 1h:37 - Spettatori: 2 270  | Nantes    | 3 - 1 | Alba-Blaj | 25-19, 20-25, 25-12, 25-16       |
| 27 novembre 2019 Sala Sporturilor Târgu Mureș, Târgu Mureș Durata: 1h:15 - Spettatori: 1 500 | Alba-Blaj | 0 - 3 | Imoco     | 22-25, 14-25, 22-25              |
| 26 novembre 2019 Érd Aréna, Érd Durata: 1h:14 - Spettatori: 760                              | Vasas     | 0 - 3 | Nantes    | 23-25, 22-25, 11-25              |
| 17 dicembre 2019 Complexe Sportif Mangin Beaulieu, Nantes Durata: 1h:17 - Spettatori: 2 485  | Nantes    | 0 - 3 | Imoco     | 22-25, 18-25, 22-25              |
| 19 dicembre 2019 Érd Aréna, Érd Durata: 1h:32 - Spettatori: 650                              | Vasas     | 1 - 3 | Alba-Blaj | 20-25, 16-25, 25-13, 18-25       |
| 22 gennaio 2020 PalaVerde, Villorba Durata: 1h:13 - Spettatori: 3 063                        | Imoco     | 3 - 0 | Alba-Blaj | 25-16, 25-16, 25-17              |
| 21 gennaio 2020 Complexe Sportif Mangin Beaulieu, Nantes Durata: 1h:51 - Spettatori: 2 021   | Nantes    | 3 - 1 | Vasas     | 25-23, 15-25, 25-22, 25-18       |
| 6 febbraio 2020 Érd Aréna, Érd Durata: 1h:04 - Spettatori: 1 155                             | Vasas     | 0 - 3 | Imoco     | 12-25, 19-25, 13-25              |
| 5 febbraio 2020 Sala Transilvania, Sibiu Durata: 1h:43 - Spettatori: 1 509                   | Alba-Blaj | 3 - 1 | Nantes    | 27-29, 25-13, 27-25, 25-21       |
| 18 febbraio 2020 PalaVerde, Villorba Durata: 1h:13 - Spettatori: 2 803                       | Imoco     | 3 - 0 | Nantes    | 25-23, 25-19, 25-17              |
| 18 febbraio 2020 Sala Transilvania, Sibiu Durata: 1h:12 - Spettatori: 1 580                  | Alba-Blaj | 3 - 0 | Vasas     | 25-23, 25-16, 25-21              |

##### Classifica
| Pos. | Squadra   | Pt | G | V | P | SV | SP | Ratio | PF  | PS  | Ratio |
| ---- | --------- | -- | - | - | - | -- | -- | ----- | --- | --- | ----- |
| 1.   | Imoco     | 17 | 6 | 6 | 0 | 18 | 2  | 9,000 | 484 | 356 | 1,360 |
| 2.   | Nantes    | 9  | 6 | 3 | 3 | 10 | 11 | 0,909 | 469 | 470 | 0,998 |
| 3.   | Alba-Blaj | 9  | 6 | 3 | 3 | 10 | 11 | 0,909 | 446 | 472 | 0,945 |
| 4.   | Vasas     | 1  | 6 | 0 | 6 | 4  | 18 | 0,222 | 411 | 512 | 0,803 |

      Qualificata ai quarti di finale.

#### Girone E

##### Risultati
| 21 novembre 2019 Dvorec Sporta Dinamo, Mosca Durata: 1h:39 - Spettatori: 1 600  | Dinamo Mosca | 3 - 1 | Uraločka     | 25-18, 22-25, 25-17, 25-20        |
| 19 novembre 2019 Palais des Victoires, Cannes Durata: 1h:34 - Spettatori: 804   | RC Cannes    | 3 - 1 | Marica       | 26-24, 18-25, 25-7, 25-19         |
| 27 novembre 2019 Kolodruma, Plovdiv Durata: 1h:48 - Spettatori: 3 750           | Marica       | 1 - 3 | Dinamo Mosca | 18-25, 25-22, 17-25, 17-25        |
| 27 novembre 2019 DIVS Uralochka, Ekaterinburg Durata: 1h:48 - Spettatori: 3 910 | Uraločka     | 2 - 3 | RC Cannes    | 28-26, 14-25, 25-23, 16-25, 12-15 |
| 17 dicembre 2019 Palais des Victoires, Cannes Durata: 1h:31 - Spettatori: 1 551 | RC Cannes    | 3 - 0 | Dinamo Mosca | 25-22, 28-26, 25-22               |
| 19 dicembre 2019 DIVS Uralochka, Ekaterinburg Durata: 1h:50 - Spettatori: 1 531 | Uraločka     | 3 - 2 | Marica       | 25-17, 18-25, 18-25, 25-22, 15-13 |
| 23 gennaio 2020 Dvorec Sporta Dinamo, Mosca Durata: 1h:56 - Spettatori: 1 300   | Dinamo Mosca | 1 - 3 | Marica       | 23-25, 25-18, 23-25, 17-25        |
| 21 gennaio 2020 Palais des Victoires, Cannes Durata: 1h:57 - Spettatori: 982    | RC Cannes    | 2 - 3 | Uraločka     | 26-24, 22-25, 21-25, 25-21, 13-15 |
| 6 febbraio 2020 DIVS Uralochka, Ekaterinburg Durata: 1h:16 - Spettatori: 2 132  | Uraločka     | 0 - 3 | Dinamo Mosca | 20-25, 16-25, 23-25               |
| 5 febbraio 2020 Kolodruma, Plovdiv Durata: 1h:36 - Spettatori: 3 500            | Marica       | 3 - 1 | RC Cannes    | 17-25, 25-18, 25-12, 25-21        |
| 18 febbraio 2020 Dvorec Sporta Dinamo, Mosca Durata: 1h:17 - Spettatori: 1 900  | Dinamo Mosca | 3 - 0 | RC Cannes    | 25-22, 25-20, 25-22               |
| 18 febbraio 2020 Kolodruma, Plovdiv Durata: 2h:09 - Spettatori: 4 450           | Marica       | 3 - 2 | Uraločka     | 25-19, 21-25, 25-17, 22-25, 20-18 |

##### Classifica
| Pos. | Squadra      | Pt | G | V | P | SV | SP | Ratio | PF  | PS  | Ratio |
| ---- | ------------ | -- | - | - | - | -- | -- | ----- | --- | --- | ----- |
| 1.   | Dinamo Mosca | 12 | 6 | 4 | 2 | 13 | 8  | 1,625 | 502 | 451 | 1,113 |
| 2.   | RC Cannes    | 9  | 6 | 3 | 3 | 12 | 12 | 1,000 | 533 | 517 | 1,031 |
| 3.   | Marica       | 9  | 6 | 3 | 3 | 13 | 13 | 1,000 | 552 | 560 | 0,986 |
| 4.   | Uraločka     | 6  | 6 | 2 | 4 | 11 | 16 | 0,688 | 549 | 608 | 0,903 |

      Qualificata ai quarti di finale.

### Fase ad eliminazione diretta
Gli accoppiamenti fra le squadre per le sfide dei quarti di finale e gli abbinamenti per i turni successivi sono stati sorteggiati il 20 febbraio 2020 a Lussemburgo.
Sulla base del posizionamento in classifica e dei risultati conseguiti nella fase a gironi, sono state individuate quattro teste di serie (le migliori quattro prime classificate), inserite nell'urna 1, che vengono abbinate tramite sorteggio ad una delle altre quattro formazioni qualificate, inserite nell'urna 2, con queste ultime che disputano la gara d'andata in casa; viene impedito l'abbinamento fra formazioni che si sono già affrontate nella fase a gironi.
| # | Urna 1     | Urna 2          |
| - | ---------- | --------------- |
| 1 | Imoco      | Dinamo Mosca    |
| 2 | Eczacıbaşı | Savino Del Bene |
| 3 | VakıfBank  | Fenerbahçe      |
| 4 | AGIL       | MTV Stoccarda   |

#### Tabellone
|  | Quarti | Quarti          | Quarti | Quarti |  |  | Semifinali | Semifinali | Semifinali | Semifinali |  |  | Finale | Finale | Finale |
|  |        |                 |        |        |  |  |            |            |            |            |  |  |        |        |        |
|  | 1C     | AGIL            |        |        |  |  |            |            |            |            |  |  |        |        |        |
|  | 1C     | AGIL            |        |        |  |  |            |            |            |            |  |  |        |        |        |
|  | 2A     | Fenerbahçe      |        |        |  |  |            |            |            |            |  |  |        |        |        |
|  | 2A     | Fenerbahçe      | -      |        |  |  |            |            |            |            |  |  |        |        |        |
|  |        |                 |        |        |  |  |            |            |            |            |  |  |        |        |        |
|  |        |                 |        |        |  |  | 1B         | VakıfBank  |            |            |  |  |        |        |        |
|  | 1B     | VakıfBank       | 3      | 3      |  |  | 1B         | VakıfBank  |            |            |  |  |        |        |        |
|  | 1B     | VakıfBank       | 3      | 3      |  |  |            |            |            |            |  |  |        |        |        |
|  | 1E     | Dinamo Mosca    | 0      | 0      |  |  |            |            |            |            |  |  |        |        |        |
|  | 1E     | Dinamo Mosca    | 0      | 0      |  |  |            | -          |            |            |  |  |        |        |        |
|  |        |                 |        |        |  |  |            |            |            |            |  |  |        |        |        |
|  |        |                 |        |        |  |  |            |            |            |            |  |  | -      |        |        |
|  | 1A     | Eczacıbaşı      |        |        |  |  |            |            |            |            |  |  |        |        |        |
|  | 1A     | Eczacıbaşı      |        |        |  |  |            |            |            |            |  |  |        |        |        |
|  | 2B     | Savino Del Bene |        |        |  |  |            |            |            |            |  |  |        |        |        |
|  | 2B     | Savino Del Bene | -      |        |  |  |            |            |            |            |  |  |        |        |        |
|  |        |                 |        |        |  |  |            |            |            |            |  |  |        |        |        |
|  |        |                 |        |        |  |  | 1D         | Imoco      |            |            |  |  |        |        |        |
|  | 1D     | Imoco           | 3      | -      |  |  | 1D         | Imoco      |            |            |  |  |        |        |        |
|  | 1D     | Imoco           | 3      | -      |  |  |            |            |            |            |  |  |        |        |        |
|  | 2C     | MTV Stoccarda   | 0      | -      |  |  |            |            |            |            |  |  |        |        |        |
|  | 2C     | MTV Stoccarda   | 0      | -      |  |  |            |            |            |            |  |  |        |        |        |

#### Risultati

##### Quarti di finale

###### Andata
| Burhan Felek Spor Salonu, Istanbul Durata: 0h:00 - Spettatori: 0           | Fenerbahçe      | -     | AGIL       | annullata           |
| 3 marzo 2020 Dvorec Sporta Dinamo, Mosca Durata: 1h:05 - Spettatori: 1 800 | Dinamo Mosca    | 0 - 3 | VakıfBank  | 13-25, 17-25, 17-25 |
| PalaEstra, Siena Durata: 0h:00 - Spettatori: 0                             | Savino Del Bene | -     | Eczacıbaşı | annullata           |
| 4 marzo 2020 SCHARRena, Stoccarda Durata: 1h:06 - Spettatori: 1 577        | MTV Stoccarda   | 0 - 3 | Imoco      | 17-25, 16-25, 20-25 |

###### Ritorno
| 11 marzo 2020 PalaTerdoppio, Novara Durata: 0h:00 - Spettatori: 0              | AGIL       | -     | Fenerbahçe      | annullata           |
| 12 marzo 2020 Vakifbank Spor Sarayi, Istanbul Durata: 0h:58 - Spettatori: 650  | VakıfBank  | 3 - 0 | Dinamo Mosca    | 25-13, 25-18, 25-15 |
| 11 marzo 2020 Burhan Felek Spor Salonu, Istanbul Durata: 0h:00 - Spettatori: 0 | Eczacıbaşı | -     | Savino Del Bene | annullata           |
| 10 marzo 2020 PalaVerde, Villorba Durata: 0h:00 - Spettatori: 0                | Imoco      | -     | MTV Stoccarda   | annullata           |

###### Squadre qualificate
- Imoco
- VakıfBank

##### Semifinali

###### Andata
| Durata: 0h:00 - Spettatori: 0 |  | - |  | annullata |
| Durata: 0h:00 - Spettatori: 0 |  | - |  | annullata |

###### Ritorno
| [[]], [[]] Durata: - Spettatori: |  | - |  | annullata |
| [[]], [[]] Durata: - Spettatori: |  | - |  | annullata |

##### Finale
La città e l'impianto sede della Grand Finale sono stati annunciati il 19 dicembre 2019.

###### Grand Finale
| 16 maggio 2020 Max-Schmeling-Halle, Berlino Durata: 0h:00 - Spettatori: 0 |  | - |  | annullata |

###### Squadra campione
- titolo non assegnato